# La Almudaina
|  | No s'ha de confondre amb l'Almudaina. |

La Almudaina fou un diari en castellà aparegut a Palma del 1887 al 1953, que es fusionà amb El Correo de Mallorca i donà lloc al Diario de Mallorca. Fundat per iniciativa d'E. Alzamora i G. Sampol. Sobresortí per la secció literària, bilingüe, on col·laboraren bona part dels escriptors insulars d'entre els dos segles, com Miquel dels Sants Oliver, Gabriel Alomar o Joan Torrendell, entre d'altres. Aquest grup és conegut actualment com El grup de La Almudaina. En fou propietari i director des de 1905 Jeroni Amengual Oliver fins a la seva mort el 1846 en que el substituí Gaspar Reynés Quintana, fins a la creació del Diario de Mallorca. De tendència regionalista, tot i que donà suport als alçats contra la II República, va patir severes persecucions per part de la censura i importants restriccions econòmiques amb l'intent d'ofegar-lo.